# アラン・シャープ
アラン・シャープ（Alan Sharp、1934年1月12日 - 2013年2月8日）は、スコットランドの小説家、脚本家、映画監督である。『ナイトムーブス』などの脚本を手がけたことで知られている。

## 経歴
1934年1月12日、アリスに生まれる。生後6週間で養子に出された。
1965年、『A Green Tree in Gedde』で小説家デビューを果たす。つづく『The Wind Shifts』が刊行されたのち、映画やテレビの脚本の執筆に注力するため、拠点をハリウッドに移した。リチャード・フライシャー監督の『ラスト・ラン/殺しの一匹狼』を皮切りに、ピーター・フォンダの監督デビュー作品『さすらいのカウボーイ』、ロバート・アルドリッチ監督の『ワイルド・アパッチ』などの脚本を手がけた。1985年には『トレジャーinメキシコ』の監督を務めた。
長期の闘病生活を経て、2013年2月8日、ロサンゼルスにて死去。79歳没。生涯に4度の結婚を経験した。

## フィルモグラフィー
特記のない作品は脚本のみを担当。

### 映画
- ラスト・ラン/殺しの一匹狼 The Last Run （1971年）
- さすらいのカウボーイ The Hired Hand （1971年）
- ワイルド・アパッチ Ulzana's Raid （1972年）
- 荒野のガンマン無宿 Billy Two Hats （1974年）
- ナイトムーブス Night Moves （1975年）
- 世界が燃えつきる日 Damnation Alley （1977年）
- バイオレント・サタデー The Osterman Weekend （1983年）
- トレジャーinメキシコ Little Treasure （1985年） - 監督・脚本
- ロブ・ロイ/ロマンに生きた男 Rob Roy （1995年）

### テレビ映画
- 引き裂かれた天使 Descending Angel （1990年）
- シーフォース/戦艦インディアナポリス出撃 Mission of the Shark: The Saga of the U.S.S. Indianapolis （1992年）
- ラスト・ヒット The Last Hit （1993年）
- 愛の疑惑 Betrayed by Love （1994年）
- レイス・オブ・ヘブン 天のろくろ Lathe of Heaven （2002年）
- 死刑判決 Reversible Errors （2004年）
- アヴェンジャー/復讐の犬たち Avenger （2006年）

### テレビドラマ
- スティーヴン・キング 8つの悪夢 Nightmares & Dreamscapes: From the Stories of Stephen King （2006年）
- ベン・ハー Ben Hur （2010年）